# Heliantheae
Le Heliantheae Cassini, 1819 sono una tribù di piante spermatofite dicotiledoni appartenente alla famiglia Asteraceae (sottofamiglia Asteroideae).

## Etimologia
Il nome della tribù deriva dal suo genere tipo (Helianthus L., 1753), la cui etimologia a sua volta deriva da due parole greche: "helios" ( = sole)  e "anthos" (= fiore) e si riferisce alle infiorescenze di queste piante formate da capolini rivolti più o meno verso il sole.
Il nome scientifico del gruppo è stato definito per la prima volta dal botanico e naturalista francese Alexandre Henri Gabriel de Cassini (1781 – 1832) nella pubblicazione "Journal de Physique, de Chimie, d'Histoire Naturelle et des Arts - 88: 189. 1819" del 1819.

## Descrizione
La maggior parte delle Heliantheae si presenta sotto forma di erbe annuali o perenni oppure arbusti, liane rampicanti, mentre alcune specie crescono fino alle dimensioni di piccoli alberi.
Le foglie lungo il caule sono disposte in modo alterno, oppure disposte in coppie opposte. La lamina ha un contorno intero, raramente è divisa con forme per lo più ovate. La superficie è triplinervata con la faccia adassiale scabra, mentre quella abassiale di solito è pelosa.
Le infiorescenze sono formate da capolini terminali, raramente in posizione ascellare. Il tipo d'infiorescenza in generale è panicolata cimosa, qualche volta e congestionata oppure corimbosa, altre volte consiste in capolini solitari lungamente peduncolati, raramente sono sessili. In alcuni casi si hanno infiorescenze di secondo ordine (sinflorescenze). Il tipo di capolino prevalente è radiato oppure discoide, raramente disciforme. I capolini sono formati da un involucro composto da diverse squame (o brattee) disposte su 1 - 7 serie in modo embricato al cui interno un ricettacolo fa da base ai fiori tubulosi (quelli centrali) a i fiori ligulati (quelli periferici). La forma dell'involucro varia da cilindrico a emisferico; qualche volta il portamento è riflesso o patente. Le dimensioni delle squame sono da subuguali a scalate; normalmente quelle più interne sono più piccole di quelle esterne, e assomigliano alle pagliette del ricettacolo. Il ricettacolo ha delle forme da piatte a convesse, coniche o qualche volta cilindriche (tipo colonna). Generalmente le pagliette (a protezione della base dei fiori) sono sempre presenti; mancano solamente in alcuni generi. La forma delle pagliette può essere conduplicata, raramente sono arrotondate e formano una copertura insieme alla cipsela (achenio).
- Fiori: i fiori sono tetraciclici (ossia formati da 4 verticilli: calice– corolla – androceo – gineceo) e pentameri (ogni verticillo ha 5 elementi).[7] Fiori periferici ligulati: il numero dei fiori del raggio per capolino varia da 5 a 20, qualche volta sono 1 o 2 oppure sono mancanti; sono inoltre femminili e fertili oppure sterili e neutri. Fiori centrali tubulosi: il numero dei fiori centrali per capolino sono molto di più di quelli del raggio; sono inoltre ermafroditi o funzionalmente maschili, raramente sono funzionalmente femminili.

- Formula fiorale: per queste piante viene indicata la seguente formula fiorale:

* K 0/5, C (5), A (5), G (2), infero, achenio
- Calice: il calice è ridotto ad una coroncina di squame;

- Corolla:

- fiori periferici ligulati: le corolle sono zigomorfe con tre denti finali (qualche volta l'apice è bilobo); il colore generalmente è giallo,
- fiori centrali tubulosi: le corolle sono attinomorfe  (raramente zigomorfe) con 5 lobi terminali, talvolta con 4 o 3 lobi;  la gola del tubo è da urceolata a campanulata, talvolta è tubulosa con la gola che si apre gradualmente o improvvisamente all'infuori; il colore è marrone.

- Androceo: l'androceo è formato da 5 stami (raramente 4 o 3) sorretti da filamenti generalmente liberi; i filamenti sono glabri, raramente papillosi; le antere sono connate (raramente libere) e formano un manicotto circondante lo stilo Le antere sono per lo più annerite, talvolta con code poco pronunciate, per lo più sagittate con lobi da acuti a acuminati; sono prive di sperone (o raramente appena speronate); le appendici delle antere sono per lo più ovate. Le celle dell'endotecio sono fusiformi o isodiametriche, raramente sono quadrate o rotonde, con 1 - 5 ispessimenti polari, talvolta gli ispessimenti sono radiali. Il polline è echinato.

- Gineceo: il gineceo è composto da due carpelli (sincarpici) formanti un ovario infero uniloculare. Lo stilo è unico con stigma bifido. Le linee stigmatiche dello stilo sono marginali.

I frutti sono delle cipsele (acheni) con pappo. L'achenio è normalmente compresso, raramente obcompresso, con forme biconvesse, raramente debolmente quadrate, oppure da strettamente ad ampiamente da obovate a suborbicolari, raramente è cilindrico. Il pappo è composto da squamelle o reste persistenti, talvolta è ridotto ad una coroncina di squame oppure è assente.

## Biologia
- Impollinazione: l'impollinazione avviene tramite insetti (impollinazione entomogama) o eventualmente ad opera del vento (impollinazione anemogama).
- Riproduzione: la fecondazione avviene fondamentalmente tramite l'impollinazione dei fiori (vedi sopra).
- Dispersione: i semi cadendo a terra (dopo essere stati trasportati per alcuni metri dal vento per merito del pappo, se presente – disseminazione anemocora) sono successivamente dispersi soprattutto da insetti tipo formiche (disseminazione mirmecoria).

## Tassonomia
La famiglia di appartenenza di questo gruppo (Asteraceae o Compositae, nomen conservandum) è la più numerosa del mondo vegetale, comprende oltre 23000 specie distribuite su 1535 generi (22750 specie e 1530 generi secondo altre fonti). La sottofamiglia Asteroideae è una delle 12 sottofamiglie nella quale è stata suddivisa la famiglia Asteraceae, mentre Heliantheae è una delle 21 tribù della sottofamiglia. La tribù Heliantheae a sua volta è suddivisa in 14 sottotribù.

### Filogenesi
La delimitazione tradizionale delle Heliantheae deriva dalla classificazione ottocentesca delle Asteraceae ad opera di Cassini.

Arthur Cronquist ritenne che alcuni caratteri comuni alla tribù, quali le foglie opposte e il fiore giallo con capolino radiato, fossero caratteri ancestrali che consentivano di porre le Heliantheae tra le Asteraceae più primitive.
Nella sua revisione delle Heliantheae del 1981, Harold Ernest Robinson propose una suddivisione di questo gruppo in 35 sottotribù:
- Ambrosiinae
- Baeriinae
- Chaenactidinae
- Clappiinae
- Clibadiinae
- Coreopsidinae
- Coulterellinae
- Desmanthodiinae
- Dimeresiinae
- Ecliptinae
- Enhydrinae
- Espeletiinae
- Fitchiinae
- Flaveriinae
- Gaillardiinae
- Galinsoginae
- Guardiolinae
- Helianthinae
- Heptanthinae
- Hymenopappinae
- Jaumeinae
- Lycapsinae
- Madiinae
- Marshalliinae
- Melampodiinae
- Milleriinae
- Montanoinae
- Neurolaeninae
- Pectidinae
- Peritylinae
- Pinillosiinae
- Polymniinae
- Rudbeckiinae
- Varillinae
- Zaluzaniinae

Più recentemente studi filogenetici hanno portato a scorporare alcune di queste sottotribù, elevandole al rango di tribù a sé stanti (Feddeeae, Helenieae, Bahieae, Chaenactideae, Coreopsideae, Madieae, Millerieae, Neurolaeneae, Perityleae, Polymnieae e Tageteae); assieme alle Heliantheae sensu stricto e alle Eupatorieae formano il clade Phytomelanic cipsela, caratterizzato dalla presenza nella cipsela di uno strato di fitomelanina.
I rapporti filogenetici tra le varie tribù di tale raggruppamento sono illustrati dal seguente cladogramma:
|  | \| \| Bahieae \| \| \| \| \| \| Chaenactideae \| \| \| \| |
|  |                                                           |
|  | Tageteae                                                  |
|  |                                                           |
|  | Bahieae                                                   |
|  |                                                           |
|  | Chaenactideae                                             |
|  |                                                           |

|  | Bahieae       |
|  |               |
|  | Chaenactideae |
|  |               |

|  | \| \| Bahieae \| \| \| \| \| \| Chaenactideae \| \| \| \| |
|  |                                                           |
|  | Tageteae                                                  |
|  |                                                           |
|  | Bahieae                                                   |
|  |                                                           |
|  | Chaenactideae                                             |
|  |                                                           |

|  | Bahieae       |
|  |               |
|  | Chaenactideae |
|  |               |

|  | Madieae                                                    |
|  |                                                            |
|  | \| \| Perityleae \| \| \| \| \| \| Eupatorieae \| \| \| \| |
|  |                                                            |
|  | Perityleae                                                 |
|  |                                                            |
|  | Eupatorieae                                                |
|  |                                                            |

|  | Perityleae  |
|  |             |
|  | Eupatorieae |
|  |             |

|  | Madieae                                                    |
|  |                                                            |
|  | \| \| Perityleae \| \| \| \| \| \| Eupatorieae \| \| \| \| |
|  |                                                            |
|  | Perityleae                                                 |
|  |                                                            |
|  | Eupatorieae                                                |
|  |                                                            |

|  | Perityleae  |
|  |             |
|  | Eupatorieae |
|  |             |

|  | Madieae                                                    |
|  |                                                            |
|  | \| \| Perityleae \| \| \| \| \| \| Eupatorieae \| \| \| \| |
|  |                                                            |
|  | Perityleae                                                 |
|  |                                                            |
|  | Eupatorieae                                                |
|  |                                                            |

|  | Perityleae  |
|  |             |
|  | Eupatorieae |
|  |             |

|  | Madieae                                                    |
|  |                                                            |
|  | \| \| Perityleae \| \| \| \| \| \| Eupatorieae \| \| \| \| |
|  |                                                            |
|  | Perityleae                                                 |
|  |                                                            |
|  | Eupatorieae                                                |
|  |                                                            |

|  | Perityleae  |
|  |             |
|  | Eupatorieae |
|  |             |

|  | \| \| Bahieae \| \| \| \| \| \| Chaenactideae \| \| \| \| |
|  |                                                           |
|  | Tageteae                                                  |
|  |                                                           |
|  | Bahieae                                                   |
|  |                                                           |
|  | Chaenactideae                                             |
|  |                                                           |

|  | Bahieae       |
|  |               |
|  | Chaenactideae |
|  |               |

|  | \| \| Bahieae \| \| \| \| \| \| Chaenactideae \| \| \| \| |
|  |                                                           |
|  | Tageteae                                                  |
|  |                                                           |
|  | Bahieae                                                   |
|  |                                                           |
|  | Chaenactideae                                             |
|  |                                                           |

|  | Bahieae       |
|  |               |
|  | Chaenactideae |
|  |               |

|  | Madieae                                                    |
|  |                                                            |
|  | \| \| Perityleae \| \| \| \| \| \| Eupatorieae \| \| \| \| |
|  |                                                            |
|  | Perityleae                                                 |
|  |                                                            |
|  | Eupatorieae                                                |
|  |                                                            |

|  | Perityleae  |
|  |             |
|  | Eupatorieae |
|  |             |

|  | Madieae                                                    |
|  |                                                            |
|  | \| \| Perityleae \| \| \| \| \| \| Eupatorieae \| \| \| \| |
|  |                                                            |
|  | Perityleae                                                 |
|  |                                                            |
|  | Eupatorieae                                                |
|  |                                                            |

|  | Perityleae  |
|  |             |
|  | Eupatorieae |
|  |             |

|  | Madieae                                                    |
|  |                                                            |
|  | \| \| Perityleae \| \| \| \| \| \| Eupatorieae \| \| \| \| |
|  |                                                            |
|  | Perityleae                                                 |
|  |                                                            |
|  | Eupatorieae                                                |
|  |                                                            |

|  | Perityleae  |
|  |             |
|  | Eupatorieae |
|  |             |

|  | Madieae                                                    |
|  |                                                            |
|  | \| \| Perityleae \| \| \| \| \| \| Eupatorieae \| \| \| \| |
|  |                                                            |
|  | Perityleae                                                 |
|  |                                                            |
|  | Eupatorieae                                                |
|  |                                                            |

|  | Perityleae  |
|  |             |
|  | Eupatorieae |
|  |             |

|  | \| \| Bahieae \| \| \| \| \| \| Chaenactideae \| \| \| \| |
|  |                                                           |
|  | Tageteae                                                  |
|  |                                                           |
|  | Bahieae                                                   |
|  |                                                           |
|  | Chaenactideae                                             |
|  |                                                           |

|  | Bahieae       |
|  |               |
|  | Chaenactideae |
|  |               |

|  | \| \| Bahieae \| \| \| \| \| \| Chaenactideae \| \| \| \| |
|  |                                                           |
|  | Tageteae                                                  |
|  |                                                           |
|  | Bahieae                                                   |
|  |                                                           |
|  | Chaenactideae                                             |
|  |                                                           |

|  | Bahieae       |
|  |               |
|  | Chaenactideae |
|  |               |

|  | Madieae                                                    |
|  |                                                            |
|  | \| \| Perityleae \| \| \| \| \| \| Eupatorieae \| \| \| \| |
|  |                                                            |
|  | Perityleae                                                 |
|  |                                                            |
|  | Eupatorieae                                                |
|  |                                                            |

|  | Perityleae  |
|  |             |
|  | Eupatorieae |
|  |             |

|  | Madieae                                                    |
|  |                                                            |
|  | \| \| Perityleae \| \| \| \| \| \| Eupatorieae \| \| \| \| |
|  |                                                            |
|  | Perityleae                                                 |
|  |                                                            |
|  | Eupatorieae                                                |
|  |                                                            |

|  | Perityleae  |
|  |             |
|  | Eupatorieae |
|  |             |

|  | Madieae                                                    |
|  |                                                            |
|  | \| \| Perityleae \| \| \| \| \| \| Eupatorieae \| \| \| \| |
|  |                                                            |
|  | Perityleae                                                 |
|  |                                                            |
|  | Eupatorieae                                                |
|  |                                                            |

|  | Perityleae  |
|  |             |
|  | Eupatorieae |
|  |             |

|  | Madieae                                                    |
|  |                                                            |
|  | \| \| Perityleae \| \| \| \| \| \| Eupatorieae \| \| \| \| |
|  |                                                            |
|  | Perityleae                                                 |
|  |                                                            |
|  | Eupatorieae                                                |
|  |                                                            |

|  | Perityleae  |
|  |             |
|  | Eupatorieae |
|  |             |

|  | \| \| Bahieae \| \| \| \| \| \| Chaenactideae \| \| \| \| |
|  |                                                           |
|  | Tageteae                                                  |
|  |                                                           |
|  | Bahieae                                                   |
|  |                                                           |
|  | Chaenactideae                                             |
|  |                                                           |

|  | Bahieae       |
|  |               |
|  | Chaenactideae |
|  |               |

|  | \| \| Bahieae \| \| \| \| \| \| Chaenactideae \| \| \| \| |
|  |                                                           |
|  | Tageteae                                                  |
|  |                                                           |
|  | Bahieae                                                   |
|  |                                                           |
|  | Chaenactideae                                             |
|  |                                                           |

|  | Bahieae       |
|  |               |
|  | Chaenactideae |
|  |               |

|  | Madieae                                                    |
|  |                                                            |
|  | \| \| Perityleae \| \| \| \| \| \| Eupatorieae \| \| \| \| |
|  |                                                            |
|  | Perityleae                                                 |
|  |                                                            |
|  | Eupatorieae                                                |
|  |                                                            |

|  | Perityleae  |
|  |             |
|  | Eupatorieae |
|  |             |

|  | Madieae                                                    |
|  |                                                            |
|  | \| \| Perityleae \| \| \| \| \| \| Eupatorieae \| \| \| \| |
|  |                                                            |
|  | Perityleae                                                 |
|  |                                                            |
|  | Eupatorieae                                                |
|  |                                                            |

|  | Perityleae  |
|  |             |
|  | Eupatorieae |
|  |             |

|  | Madieae                                                    |
|  |                                                            |
|  | \| \| Perityleae \| \| \| \| \| \| Eupatorieae \| \| \| \| |
|  |                                                            |
|  | Perityleae                                                 |
|  |                                                            |
|  | Eupatorieae                                                |
|  |                                                            |

|  | Perityleae  |
|  |             |
|  | Eupatorieae |
|  |             |

|  | Madieae                                                    |
|  |                                                            |
|  | \| \| Perityleae \| \| \| \| \| \| Eupatorieae \| \| \| \| |
|  |                                                            |
|  | Perityleae                                                 |
|  |                                                            |
|  | Eupatorieae                                                |
|  |                                                            |

|  | Perityleae  |
|  |             |
|  | Eupatorieae |
|  |             |

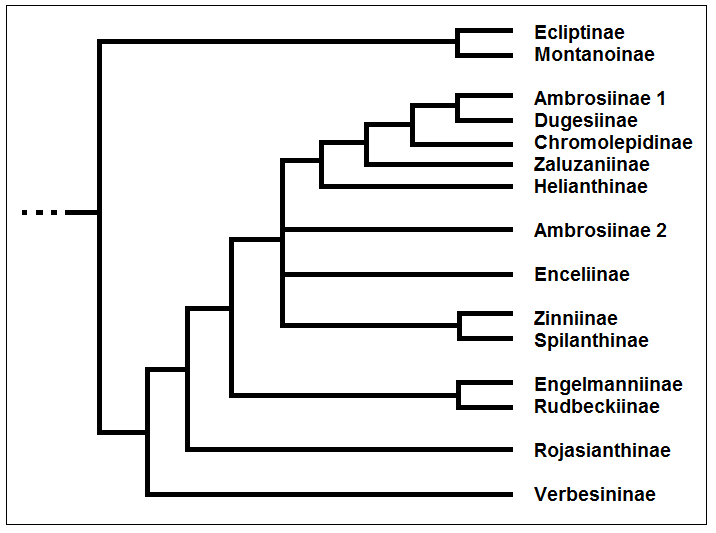
Cladogramma della tribù

Stando a questa classificazione le sottotribù delle Heliantheae sensu stricto sono 14 (vedi più avanti la composizione completa della tribù con tutti i suoi generi).
Le principali sinapomorfie per questa tribù sono:
- il ricettacolo è provvisto di pagliette;
- le antere sono annerite.

Altri caratteri significativi sono:
- la superficie delle foglie è triplinervata;
- il colore della corolla è giallo;
- i capolini sono soprattutto del tipo radiato;
- le pagliette del ricettacolo sono da moderatamente a fortemente conduplicate;
- il portamento delle piante è erbaceo;
- talvolta le brattee dell'involucro hanno una consistenza fogliacea;
- gli acheni sono fortemente piatti;
- i pappi sono posizionati sul collo degli acheni con forme ridotte.

Da un punto di vista filogenetico la struttura interna della tribù evidenzia le due sottotribù Ecliptinae/Montanoinae come “gruppo fratello” del resto della tribù; mentre il gruppo Ambrosiinae, Dugesiinae, Chromolepidinae, Zaluzaniinae e Helianthinae può essere considerato il "core" della tribù. Alcune sottotribù risultano chiaramente parafiletiche; il genere Pathenium (Ambrosiinae) in diverse ricerche è risultato “gruppo fratello” della specie Dugesia mexicana condividendo diversi caratteri morfologici (come l'aspetto fortemente bifido delle corolle dei fiori del raggio, l'appiattimento degli acheni dei fiori del raggio e i fiori del disco con funzionalità maschile). Altre sottotribù, come la numerosa Ecliptinae con 49 generi e oltre 300 specie o la Helianthinae, hanno bisogno di ulteriori studi per definire con certezza le relative circoscrizioni. La monofilia è accertata per poche sottotribù (Rudbeckiinae e Zinniinae).
Il cladogramma a lato tratto dalla pubblicazione citata dimostra l'attuale conoscenza filogenetica della tribù.

### Composizione della tribù
La tribù attualmente comprende 14 sottotribù 105 generi e circa 1220 specie.

#### Sottotribù Ambrosiinae
Comprende 8 generi e 70 specie:
- Ambrosia  L., 1753  (30 spp.)
- Dicoria  Torr. & A.Gray, 1859  (4 spp.)
- Euphrosyne  DC., 1836  (5 spp.)
- Hedosyne  (A.Gray) Strother, 2000 (1 sp.)
- Iva  L., 1753  (10 spp.)
- Parthenice  A.Gray, 1853 (1 sp.)
- Parthenium  L., 1753  (16 spp.)
- Xanthium  L., 1753  (3 spp.)

#### Sottotribù Chromolepidinae
Comprende 1 genere e 1 specie:
- Chromolepis Benth., 1840 (1 sp.)

#### Sottotribù Dugesiinae
Comprende 1 genere e 1 specie:
- Dugesia A. Gray, 1882 (1 sp.)

#### Sottotribù Ecliptinae
Comprende 39 generi e circa 300 specie:
- Baltimora  L., 1771  (2 spp.)
- Blainvillea  Cass., 1823  (10 spp.)
- Calyptocarpus  Less., 1832  (2 spp.)
- Clibadium  L., 1771  (24 spp.)
- Damnxanthodium  Strother, 1987 (1 sp.)
- Delilia  Spreng., 1823  (2 spp.)
- Dimerostemma  Cass., 1817  (circa 26 spp.)
- Eclipta  L., 1771  (5 spp.)
- Elaphandra  Strother, 1991 (14 sp.)
- Eleutheranthera  Poit. ex Bosc., 1802  (2 spp.)
- Exomiocarpon  Lawalree, 1943 (1 sp.)
- Fenixia  Merr., 1917 (1 sp.)
- Hoffmanniella  Schltr. ex Lawalree, 1900 (1 sp. )
- Idiopappus  H. Rob. & Panero, 1994 (1 sp.)
- Iogeton  Strother, 1991 (1 sp.)
- Jefea  Strother, 1991 (5 sp.)
- Kingianthus  H. Rob., 1978 (2 sp.)
- Lantanopsis  C. Wright ex Griseb., 1862 (3 sp.)
- Lasianthaea  DC., 1836 (12 sp.)
- Leptocarpha  DC., 1836 (1 sp.)
- Lipochaeta  DC., 1836 (20 sp.)
- Lundellianthus  H. Rob., 1978 (8 sp.)
- Melanthera  Rohr, 1792 (20 sp.)
- Monactis  Kunth, 1818 (10 sp.)
- Oblivia  Strother, 1989 (circa 3 sp.)
- Otopappus  Benth., 1873 (14 sp.)
- Oyedaea  DC., 1836 (18 sp.)
- Pascalia  Ortega, 1797 ( 2 sp.)
- Pentalepis  F. Muell., 1863 (circa 3 sp.)
- Perymeniopsis  H. Rob., 1978 (1 sp.)
- Perymenium  Schrad., 1830 (circa 43 sp.)
- Plagiolophus  Greenm., 1904 (1 sp.)
- Podanthus  Lag., 1816 (2 sp.)
- Rensonia  S.F. Blake, 1923 (1 sp.)
- Riencourtia  Cass., 1827  (circa 6 spp.)
- Schizoptera  Turcz., 1873 (1 sp.)
- Sphagneticola  O. Hoffm., 1900  (4 spp.)
- Steiractinia  S.F. Blake, 1915 ( 12 spp.)
- Synedrella  Gaertn., 1791 (1 sp.)
- Synedrellopsis  Hieron. & Kuntze, 1898 (1 sp. )
- Tilesia  G. Mey., 1818  ( 3 spp.)
- Trigonopterum  Hook. f., 1828 (1 sp.)
- Tuberculocarpus  Pruski, 1996 ( 1 sp.)
- Tuxtla  Villasenor & Strother, 1989 (1 sp.)
- Wamalchitamia  Strother, 1991 ( 4 sp.)
- Wedelia  Jacq., 1760 (circa 110 spp.)
- Wollastonia  DC. ex Decne, 1834 ( 1 sp.)
- Zexmenia  La Llave & Lex., 1824 ( 2 spp.)
- Zyzyxia  Strother, 1991 (1 sp. )

#### Sottotribù Enceliinae
Comprende 5 generi e circa 60 specie:
- Encelia  Adans., 1763  (15 spp.)
- Enceliopsis  (A. Gray) A. Nelson, 1909  (4 spp.)
- Flourensia  DC., 1836  (circa 33 spp.)
- Geraea  Torr. & A. Gray, 1846  (2 spp. )
- Helianthella  Torr. & A. Gray, 1842  (8 spp.)

#### Sottotribù Engelmanniinae
Comprende 8 generi e circa 63 specie:
- Berlandiera  DC., 1836  (4 spp.)
- Borrichia  Adans., 1763  (2 spp.)
- Chrysogonum  L., 1753 (1 sp.)
- Engelmannia  Torr. & A. Gray, 1840 (1 sp.)
- Lindheimera  A. Gray & Engelm., 1846 (1 sp.)
- Silphium  L., 1753  (circa 25 spp)
- Vigethia  W.A. Weber, 1943 ( 1 sp.)
- Wyethia  Nutt., 1834  (28 spp.)

#### Sottotribù Helianthinae
Comprende 21 generi e circa 350 specie:
- Aldama  La Llave, 1824  (118 spp.)
- Bahiopsis  Kellogg, 1863  (12 spp.)
- Calanticaria  (B.L. Rob. & Greenm.) E.E. Schill. & Panero, 2002  (5 spp. )
- Davilanthus E.E. Schill. & Panero, 2010  (circa 7 spp.)
- Dendroviguiera  E.E. Schill. & Panero, 2011  (circa 14 spp.)
- Gonzalezia  E.E. Schill. & Panero, 2011  (3 spp.)
- Heiseria  E.E. Schill. & Panero, 2011  (2 spp.)
- Helianthus L., 1753  (circa 50 spp.)
- Heliomeris Nutt., 1848  (5 spp.)
- Hymenostephium Benth., 1873  (circa 26 spp.)
- Iostephane Benth., 1873  (circa 4 spp.)
- Lagascea Cav., 1803  (9 spp.)
- Pappobolus S.F. Blake, 1916  (circa 38 spp.)
- Phoebanthus S.F. Blake, 1916  (2 spp.)
- Scalesia Arn., 1836  (circa 11 spp.)
- Sclerocarpus Jacq., 1781  (8 spp.)
- Simsia Pers., 1807  (circa 22 spp.)
- Sidneya E.E. Schill. & Panero, 2011  (2 spp.)
- Syncretocarpus S.F. Blake, 1916   (2 spp.)
- Tithonia Desf., 1789   (circa 11 spp. )
- Viguiera Kunth, 1818   (1 sp.)

#### Sottotribù Montanoinae
Comprende 1 genere e circa 25 specie:
- Montanoa  Cerv., 1825  (circa 25 spp.)

#### Sottotribù Rojasianthinae
Comprende 1 genere e 1 specie:
- Rojasianthe Standl. & Steyerm., 1940 (1 sp.)

#### Sottotribù Rudbeckiinae
Comprende 2 generi e 24 specie:
- Ratibida  Raf., 1817  (7 spp.)
- Rudbeckia  L., 1753  (17 spp.)

#### Sottotribù Spilanthinae
Comprende 5 generi e circa 50 specie:
- Acmella  Rich. ex Pers., 1807  (30 spp.)
- Oxycarpha  S.F. Blake, 1918  (1 sp.)
- Salmea  DC., 1813  (10 spp.)
- Spilanthes  Jacq., 1760  (6 spp.)
- Tetranthus  Sw., 1788  (2 - 4 spp.)

#### Sottotribù Verbesininae
Comprende 4 generi e circa 315 specie:
- Podachaenium  Benth., 1852  (6 spp.)
- Squamopappus  R.K. Jansen, N.A. Harriman & Urabtsch, 1982  (1 sp.)
- Tetrachyron  Schltr., 1847  (circa 8 spp.)
- Verbesina  L., 1753  (circa 300 spp.)

#### Sottotribù Zaluzaniinae
Comprende 2 generi e 11 specie:
- Zaluzania  Pers., 1807  (10 spp.)
- Hybridella  Cass., 1817  (1 sp.)

#### Sottotribù Zinniinae
Comprende 7 generi e circa 60 specie:
- Echinacea  Moench, 1794  (circa 10 spp.)
- Heliopsis  Pers., 1807  (15 spp.)
- Philactis  Schrad., 1832  (circa 4 spp.)
- Sanvitalia  Lam., 1792  (7 spp.)
- Tehuana  Panero & Villaseñor, 1996  (1 sp.)
- Trichocoryne  S.F. Blake, 1924  (1 sp.)
- Zinnia  L., 1759  (circa 25 spp.)

## Chiave per le sottotribù
Per meglio comprendere ed individuare le varie sottotribù delle Heliantheae l'elenco seguente utilizza in parte il sistema delle chiavi analitiche.
- Gruppo 1A: le pagliette del ricettacolo sono accrescenti dopo l'antesi;

sottotribù Rojasianthinae: i filamenti degli stami sono papillosi.
sottotribù Montanoinae: i filamenti degli stami sono privi di papille.
- Gruppo 1B:  le pagliette del ricettacolo non crescono dopo l'antesi;

- Gruppo 2A: le piante hanno un portamento acquatico e formano delle sciolte rosette; le brattee dell'involucro hanno delle macchie nere; le corolle dei fiori sono bianche con venature nere sulla faccia abassiale;

sottotribù Chromolepidinae.
- Gruppo 2B: le piante hanno un portamento terrestre, se sono acquatiche non formano delle rosette; le brattee dell'involucro non hanno delle macchie nere; le corolle dei fiori sono diverse;

- Gruppo 3A: i fiori del disco sono bisessuali e fertili; le linee stigmatiche dei bracci dello stilo dei fiori del disco sono continue;

- Gruppo 4A: le corolle dei fiori del disco hanno delle fibre prominenti che incorporano dei tessuti vascolari;

sottotribù Engelmanniinae.
- Gruppo 4B: le corolle dei fiori del disco non hanno delle fibre prominenti;

- Gruppo 5A: le corolle dei fiori del raggio sono fuse con l'achenio, se i fiori sono sterili, allora le corolle dei fiori del disco sono profondamente lobate e i lobi sono densamente papillosi sulla faccia adassiale, oppure l'ovario dei fiori del raggio ha 3 piccole protuberanze e il ricettacolo ha una forma colonnare;

sottotribù Zinniinae.
- Gruppo 5B: le corolle dei fiori del raggio non sono fuse con l'achenio;

- Gruppo 6A: il ricettacolo ha una forma colonnare o conica; la base delle pagliette del ricettacolo è decorrente; raramente il capolino ha 4 fiori con le brattee dell'involucro racchiudenti l'achenio (vedi genere Tetranthus);

sottotribù Spilanthinae.
- Gruppo 6B: la forma del ricettacolo è da piatta a convessa, raramente è conica; la base delle pagliette del ricettacolo non è decorrente; i capolini sono diversi;

- Gruppo 7A: i fiori del raggio sono fertili;

sottotribù Zaluzaniinae.
- Gruppo 7B: i fiori del raggio sono sterili;

sottotribù Enceliinae: le pagliette del ricettacolo sono decidue dopo l'antesi; gli acheni sono ricoperti da lunghi e sericei tricomi.
sottotribù Helianthinae: le pagliette del ricettacolo sono persistenti, raramente sono decidue, se lo sono allora racchiudono strettamente l'achenio.
- Gruppo 3B: i fiori del disco sono bisessuali e fertili, oppure sono funzionalmente maschili; le linee stigmatiche dei bracci dello stilo dei fiori del disco fertili sono parallele, talvolta queste si congiungono al vertice;

- Gruppo 8A: il ricettacolo è privo di pagliette; i fiori del disco sono fertili;

sottotribù Zinniinae.
- Gruppo 8B:  il ricettacolo è provvisto di pagliette, se ne è privo allora i fiori del disco sono sterili;

- Gruppo 9A: i fiori del disco sono funzionalmente maschili e lo stilo ha un singolo tessuto vascolare, se i tessuti sono due allora gli acheni dei fiori del raggio sono fusi con 2 - 4 fiori del disco adiacenti e con le loro pagliette del ricettacolo, oppure il capolino è formato da due serie di fiori del raggio;

- Gruppo 10A: le corolle dei fiori del disco hanno delle fibre da snelle a prominenti che incorporano dei tessuti vascolari;

sottotribù Engelmanniinae.
- Gruppo 10B: le corolle dei fiori del disco sono prive di fibre;

sottotribù Dugesiinae: le corolle dei fiori del raggio possiedono sulla faccia adassiale delle prominenti vene giallastre.
sottotribù Ambrosiinae: le corolle dei fiori del raggio sono assenti, se presenti allora (e se sono consistenti) gli acheni dei fiori del raggio sono fusi con 2 fiori del disco e loro associate pagliette del ricettacolo.
- Gruppo 9B: i fiori del disco sono bisessuali e fertili, se sono funzionalmente maschili allora lo stilo possiede due tessuti vascolari e gli acheni dei fiori del disco non sono fusi con gli adiacenti fiori;

- Gruppo 11A: il ricettacolo ha la forma da conica a colonnare con lo sviluppo del fiore;

sottotribù Rudbeckiinae.
- Gruppo 11B: il ricettacolo ha la forma da piatta a convessa, raramente è conica, e non si trasforma in una colonna con lo sviluppo del fiore;

sottotribù Verbesininae: gli acheni dei fiori del disco sono compressi; il pappo è formato da poche squame; le linee stigmatiche dei bracci dello stilo dei fiori del disco sono strette; le corolle dei fiori del disco sono prive di fibre che incorporano dei tessuti vascolari.
sottotribù Ecliptinae: gli acheni dei fiori del disco hanno delle forme da compresse a quadrate; il pappo è vario.

## Distribuzione e habitat
La maggior parte delle specie si trovano nel Nuovo Mondo, in particolare in Messico. Alcuni generi sono pantropicali. Queste specie prediligono in maggioranza habitat secchi, ma anche quelli temperati del Sud America.
| Sottotribù      | Distribuzione                                                        |
| --------------- | -------------------------------------------------------------------- |
| Ambrosiinae     | America del Nord (USA) e Messico (un genere è cosmopolita: Xanthium) |
| Chromolepidinae | Messico                                                              |
| Dugesiinae      | Messico                                                              |
| Ecliptinae      | Cosmopolita (in prevalenza America centrale-sud)                     |
| Enceliinae      | USA, Messico e Canada                                                |
| Engelmanniinae  | USA e Messico                                                        |
| Helianthinae    | soprattutto America                                                  |
| Montanoinae     | America (centrale e del sud)                                         |
| Rojasianthinae  | Messico e Guatemala                                                  |
| Rudbeckiinae    | USA e Messico                                                        |
| Spilanthinae    | Centro e Sud America                                                 |
| Verbesininae    | America del Nord, Messico e Ande                                     |
| Zaluzaniinae    | USA e Messico                                                        |
| Zinniinae       | America (dal nord al sud)                                            |

## Alcune specie

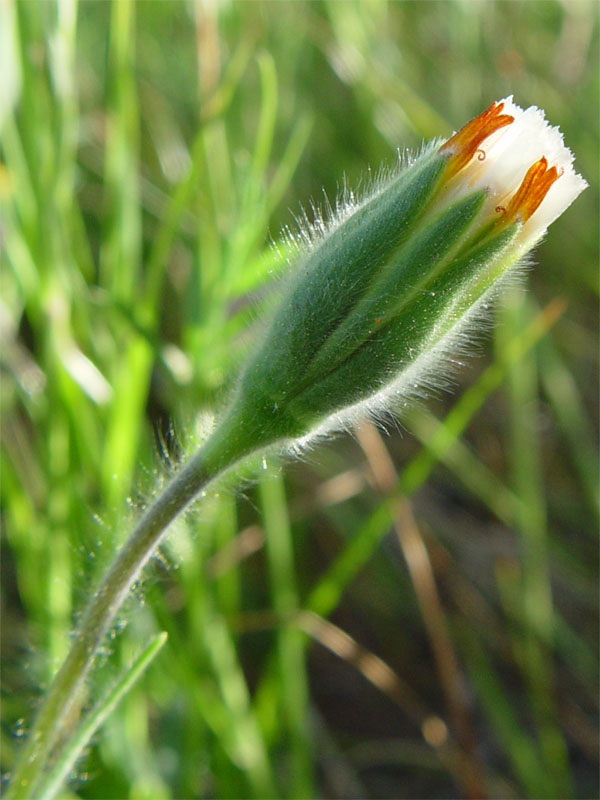
Achyrachaena mollis
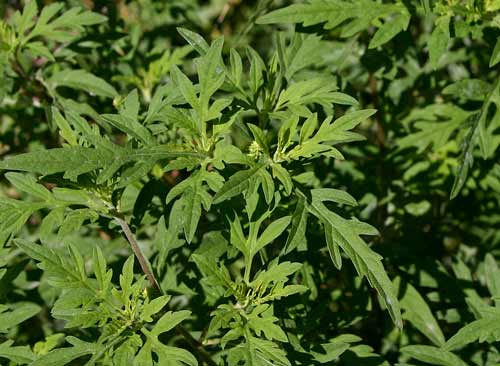
Ambrosia artemisiifolia
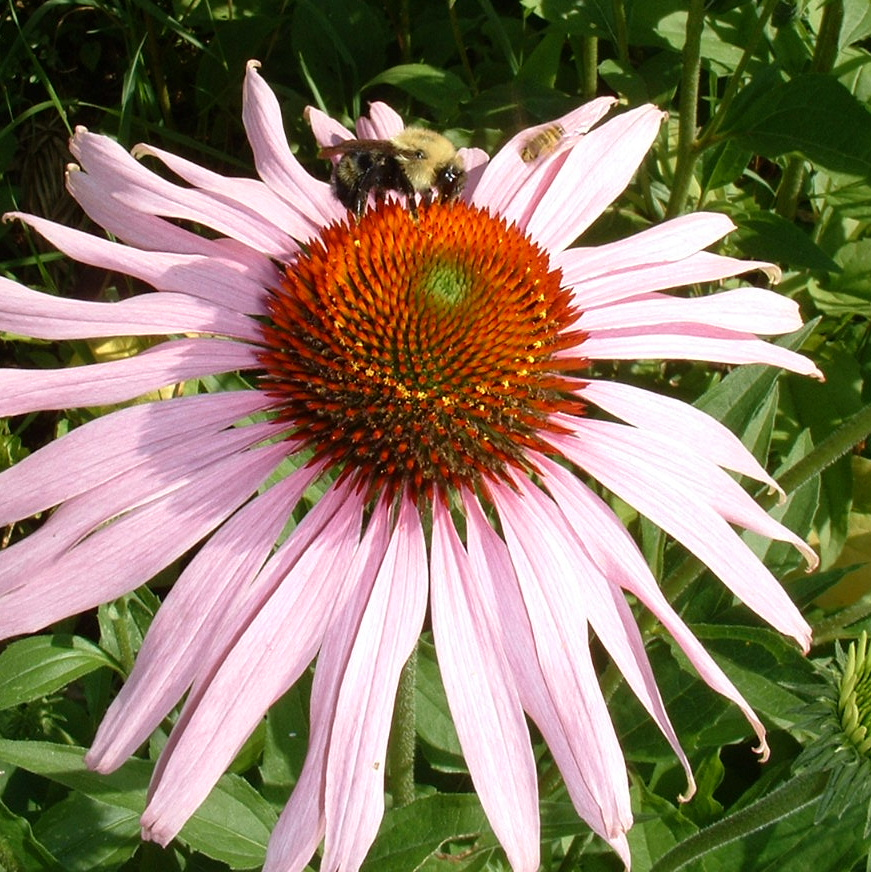
Echinacea purpurea
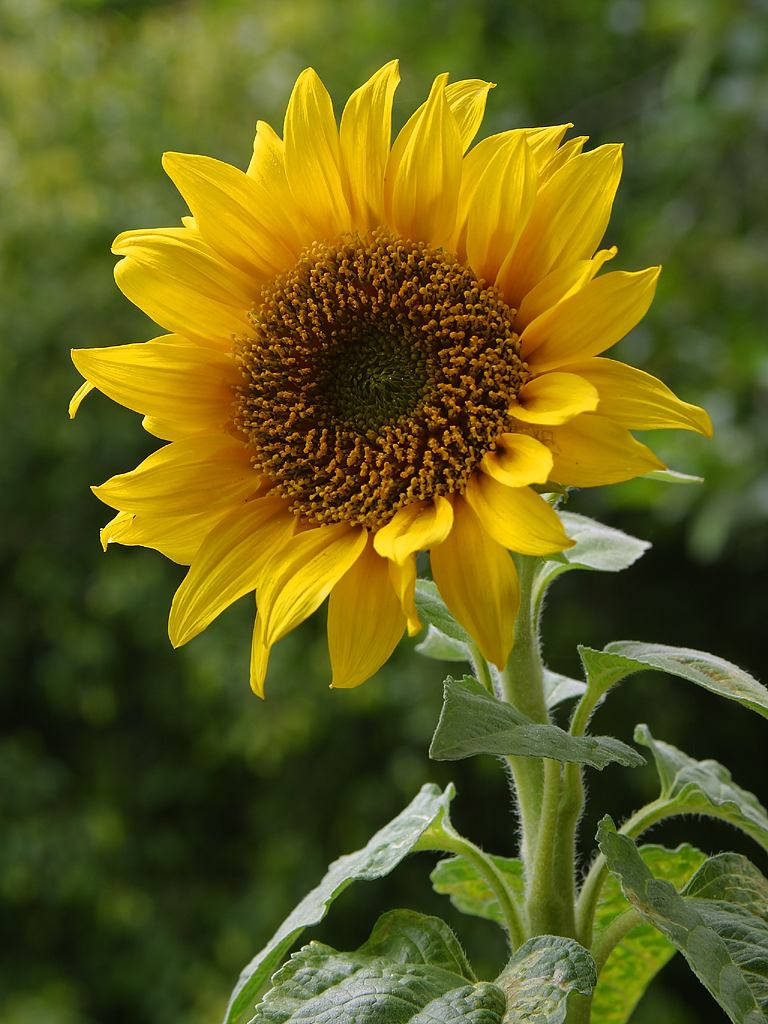
Helianthus annuus
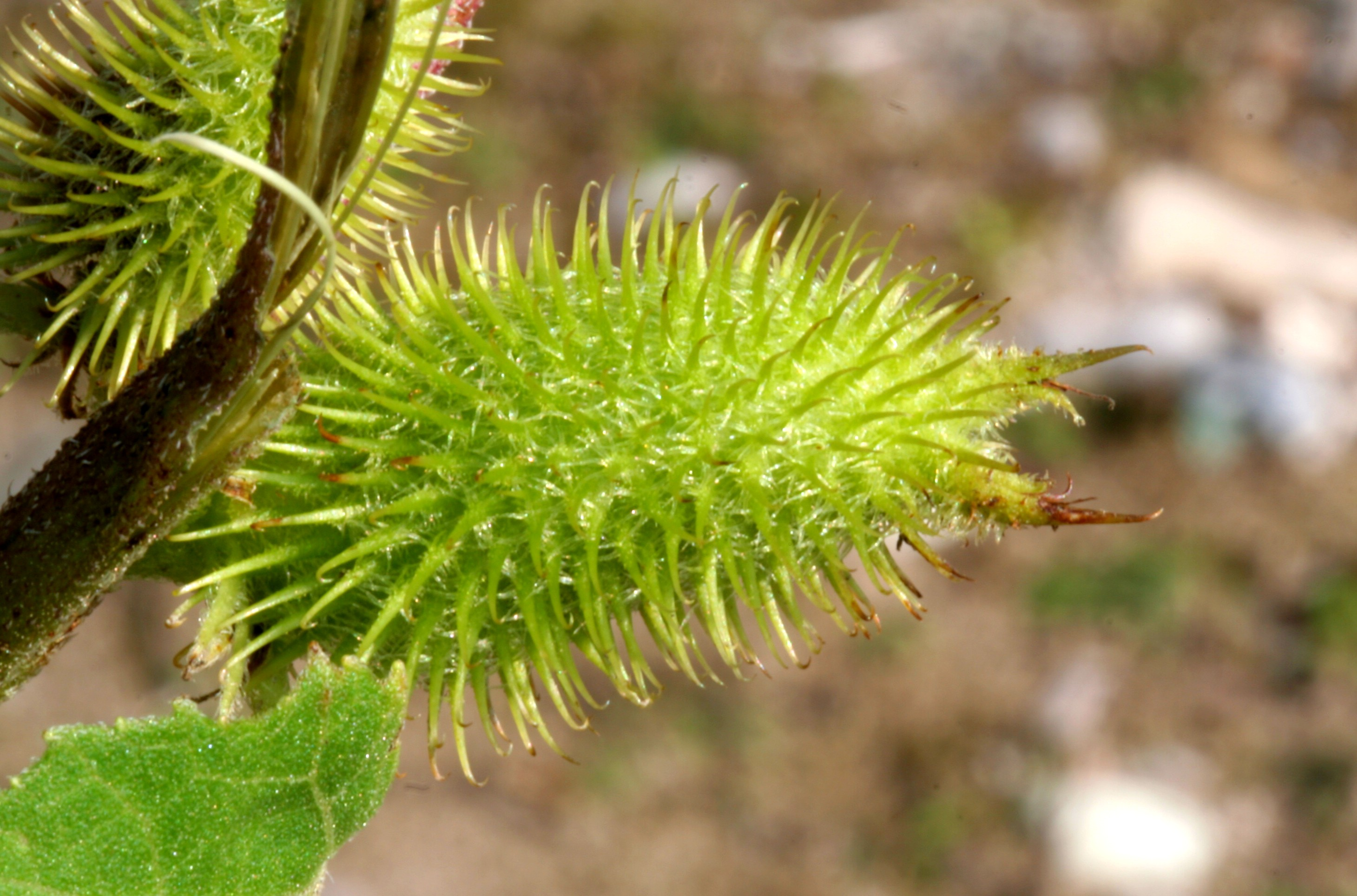
Xanthium italicum
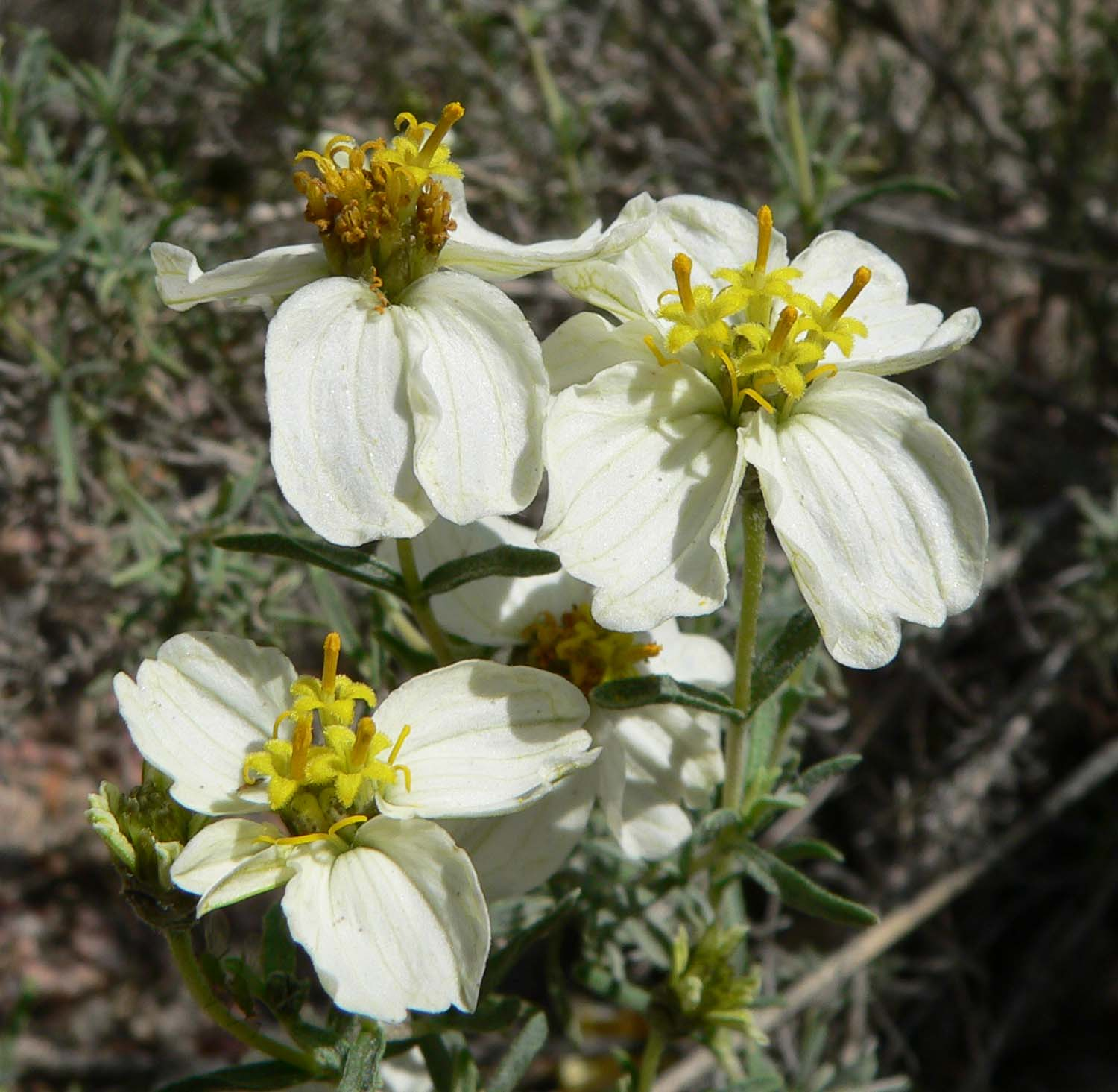
Zinnia acerosa